# Tarek Aziz
Mikhail Yuhanna, més conegut com a Tarek Aziz o Tariq Aziz (àrab: طارق عزيز, Ṭāriq ʿAzīz; siríac: ܜܪܩ ܥܙܝܙ) (Tel Keppe, Iraq, 28 d'abril de 1936 - Camp Cropper, Bagdad, 5 de juny de 2015) fou un polític iraquià, ministre d'Afers Exteriors (1983-1991), viceprimer ministre adjunt (1979-2003) i assessor proper del president Saddam Hussein durant dècades. La seva relació amb Saddam s'inicià el 1950, quan ambdós eren militants del Partit Àrab Baath Socialista, que llavors era un partit il·legal.
Aziz exercí en nombroses ocasions de cap de govern de facto d'Iraq a l'exterior, ja que per raons de seguretat, Saddam Hussein rarament abandonava el país i Tarek Aziz era l'encarregat de representar l'Estat en cimeres diplomàtiques. La campanya encoberta iraniana per soscavar el règim baasista a l'Iraq va incloure l'intent d'assassinat de Tarek Aziz llavors vicepresident, així com altres alts funcionaris iraquians l'abril de 1980, va ocasionar la ira creixent de Saddam Hussein i els seus assessors, i a l'estiu de 1980, les relacions entre Bagdad i Teheran s'havien trencat i van dur a la Guerra Iran-Iraq el setembre de 1980.
Tarek es va lliurar voluntàriament a les forces estatunidenques el 24 d'abril de 2003, després de negociar el seu lliurament mitjançant el seu fill. La seua principal preocupació aleshores era el benestar de la seua família. En el moment del seu lliurament, Aziz era el número 43 d'una llista dels 55 iraquians més buscats per les forces d'ocupació, malgrat la creença de «que probablement no sabria respondre a preguntes com on podien estar ocultes les armes de destrucció massiva i on podria estar Saddam Hussein».
Abans de la guerra, Aziz declarà que preferia morir a ser un presoner de guerra estatunidenc: «Que esperaran de mi, després del meu historial com a militant i ser un dels líders del règim iraquià, si vaig a una presó nord-americana. Anar a Guantánamo? Preferisc morir», va dir en la televisió britànica ITV.
Els últims anys de la seva vida els passà a la presó de Camp Cropper, a l'oest de Bagdad. Fou absolt d'alguns càrrecs l'1 de març de 2009 després d'un judici, però fou condemnat a quinze anys de presó l'11 de març de 2009 pel seu paper en les execucions de quaranta-dos comerciants declarats culpables d'especulació el 1992. Posteriorment, el 25 d'octubre de 2010, fou condemnat pel Tribunal Suprem d'Iraq a morir executat a la forca juntament amb l'antic ministre de l'Interior Saadun Shaker per la seva relació amb la depuració dels partits religiosos.
El 17 de novembre de 2010, el President d'Iraq Jalal Talabani anuncià que no firmaria l'ordre d'execució de la pena de mort dictada por la justícia iraquiana contra Tareq Aziz; Talabani digué que ell era socialista i per això no podia autoritzar la mort d'Aziz, "un cristià iraquià de més de 70 anys". D'acord amb la Constitució iraquiana, una pena de mort dictada pels tribunals no pot ser executada si el President no la ratifica amb la seva firma; és una de les poques funcions reals que té el President (un càrrec principalment simbòlic). Però, en el passat, Talabani (opositor a la pena de mort) sí que havia permès altres execucions, entre elles les de diversos col·laboradors de Saddam, com la d'Abd Hamud, secretari personal de Hussein, penjat el 6 de juny de 2012.